# Wolter II van Hoensbroeck-Geul

Familiewapen
van Hoensbroeck

Wolter II Hoen, ook Wolter II van Hoensbroeck-Geul genoemd, 9e heer van Hoensbroek (1584-1631) en 1e heer van Geul (1594-1631), (1555 - Geulle, 4 augustus 1631) was de zoon van Godart Hoen, 8e heer van Hoensbroeck (1576-1584) en ridder, uit het Huis Hoensbroeck en Geertruid Scheiffart van Merode.
Hij was domheer van St. Lambert te Luik. Wolter kocht op 20 februari 1587 van Werner Huijn van Amstenrade de pandschap der ambten van voogd en stadhouder der lenen van het Land van Valkenburg. De voogd van het Land van Valkenburg vertegenwoordigde de heer van dat land en was daar de hoogste ambtenaar van het bestuur. De stadhouder der lenen was voorzitter van het leenhof van het land. Hij had onder meer tot taak te waken tegen het verloren gaan van leengoederen.
Te Bunde kocht hij de Banmolen te Bunde van jonkheer Jan Coninx en was tevens in bezit van een veerschip tusschen Geul en Uyckhoven. Door een schenking van zijn neef Coenraet van Gavere heer van Elsloo op 15 april 1594 verkreeg hij de heerlijkheid Geul en in 1626 de pandschap van Bunde van Koning Philips IV.
Hij (ver)bouwde samen met zijn oudste zoon Conraad Ulrich in 1626 de vervallen kerk van Geulle. De familie Hoen was zeer gecharmeerd van de plek aan de Maas en liet er daarom, waarschijnlijk als vervanging van een bestaande oude burcht, het kasteel Geulle bouwen. Achtereenvolgens werden Conraad-Ulrich van Hoensbroeck-Geul, Wolter Frans van Hoensbroeck-Geul en Philip Willem Conraad van Hoensbroeck-Geul de eigenaren van het voornoemde kasteel.
Hij trouwde in Hoensbroek op 4 oktober 1585 met Ursula Schetz van Grobbendonck uit de Duitse patriciërsfamilie Schetzenbergh, afkomstig uit Schmalkalden. Zij is overleden op 17 februari 1622 en werd begraven te Houthem. Zij was de zuster van Anthonie Schetz baron en vanaf 1637 graaf van Grobbendonk, heer van Tilburg en Goirle, Pulle en Pulderbos, en Wezemaal (1564-1641) en dochter van Gaspar van Grobbendonck en Catharina van Ursel. Uit het huwelijk van Wolter en Ursula werd geboren:
- Maria Catharina van Hoensbroeck-Geul
- Conraad Ulrich van Hoensbroeck-Geul
- Margaretha van Hoensbroeck-Geul